# Bashkir Summer (pera)
 'Bashkir Summer' es un cultivar moderno de pera europea Pyrus communis. Es una variedad de pera de verano para uso universal, híbrido obtenido del cruce como Parental-Madre de 'Fields' x Parental-Padre donante de polen 'Summer Bergamot'.

## Origen
'Bashkir Summer' es un híbrido obtenido del cruce como Parental-Madre de 'Fields' x Parental-Padre donante de polen 'Summer Bergamot'. La nueva variedad de pera 'Bashkir Summer' fue conseguida por los obtentores R. I. Bolotina y G. A. Mansurov en el Instituto de Investigación Agrícola Bashkir.
La nueva variedad 'Bashkir Summer' se incluyó en el "Registro estatal de logros reproductivos" en 1979 para los distritos de Volgo-Vyatka y Ural (República de Bashkortostán).

## Distribución
Actualmente está cultivada en zonas de las repúblicas de Bashkortostán, Tartaristán, Mari-El, Udmurtia, Kírov, Orenburg.

## Características
El peral 'Bashkir Summer' es una variedad de verano. La resistencia al invierno está por encima de la media. El rendimiento es alto. La vecería es media. Empieza a dar fruto a los 6 años, el rendimiento es de 9-16 t / ha, la fructificación es regular, la muda es media. El árbol es de tamaño mediano, la copa es piramidal redonda, compacta, de densidad media.
Los brotes son marrones, rectos, largos, gruesos, sin pubescencia, los entrenudos son medianos, el número de lenticelas es medio, están a nivel de la superficie, medio. Los cogollos son cónicos, desviados, las escamas exteriores son marrones. Las hojas se dirigen hacia los lados, medianas, oblongas, puntiagudas, finamente aserradas, verdes. La lámina de la hoja es curvada hacia abajo, coriácea, lisa, sin pubescencia, brillante, con nervios delicados, de grosor medio. El pecíolo es de longitud y grosor medio. Las estípulas son pocas, pequeñas, estrechas.
Las flores son medianas, blancas, fragantes, profundamente ahuecadas. El período de floración es medio, la columna de pistilos es media, no hay pubescencia, el estigma es mayor que el de las anteras.
Los frutos están por debajo del tamaño medio y medio, 70-120 g, forma de pera, uniforme, suave. La piel es fina, grasa, opaca, de color amarillo verdoso con numerosos pequeños pinchazos subcutáneos y un ligero rubor. El pedúnculo es de longitud y grosor medios. La pulpa es blanca, de densidad media, de grano fino, jugosa, aromática. El sabor es bueno, agridulce.
Puntaje de degustación 4.0 puntos, apariencia 4.3 puntos. La composición química de las frutas: materia seca - 16,4%, azúcares - 7,9%, ácidos titulables - 0,48%, ácido ascórbico - 5,3 mg / 100g.
Las frutas se almacenan durante 15 días, comerciabilidad media, poco transportable, uso universal.
Según VNIISPK ( región de Oryol ), la variedad es altamente resistente al invierno, resistente a la sequía, muy resistente a la sarna. La capacidad de regeneración es alta. Después de congelarse en el invierno de 1968-1969, los árboles se recuperaron entre 2,7 y 3,5 puntos en 3 años.